# Mojno
Mojno (macedónul: Мојно) település Észak-Macedóniában, a Pelagonijai körzet Mogilai járásában.

## Népesség
| Lakosok száma | 194  | 209  | 258  | 266  | 198  | 142  | 116  | 71   | 36   |
|               | 1948 | 1953 | 1961 | 1971 | 1981 | 1991 | 1994 | 2002 | 2021 |

- 2002-ben 71 lakosa volt, akik mindannyian macedónok.